# إيدا (موسيقية)
إيدا (بالدنماركية: Ida Østergaard Madsen)‏ هي موسيقية ومغنية دنماركية، ولدت في 28 أغسطس 1994 في الدنمارك في مملكة الدنمارك.

## وصلات خارجية
- إيدا على موقع ميوزك برينز (الإنجليزية)
- إيدا على موقع ديسكوغز (الإنجليزية)